# Portugal au Concours Eurovision de la chanson 2014
Le Portugal a annoncé en 2013 sa participation au Concours Eurovision de la chanson 2014 à Copenhague, au Danemark.
Suzy, représentant le Portugal au Concours Eurovision de la chanson est annoncée le 15 mars 2014, à la suite de sa victoire lors de la finale nationale Festival da Canção 2014.
Sa chanson est Quero ser tua (« J'aimerais être tienne »).

## Processus de sélection: Festival da Canção 2014

### Demi-finale
| 1  | Catarina Pereira | Mea culpa            | « Ma faute »                   | Andrej Babić (m), Carlos Coelho (p)                      |  |  |
| 2  | Ivo Lucas        | Eu vou               | « Je partirai »                | João Só (m/l)                                            |  |  |
| 3  | Zana             | Nas asas da sorte    | « Sur les ailes de la chance » | Jan Van Dijck (m), Paulo Abreu Lima (l)                  |  |  |
| 4  | Carla Ribeiro    | Mais para dar        | « Plus pour donner »           | Hélder Godinho (m), Marina Ferraz (l)                    |  |  |
| 5  | Ricardo Afonso   | Emoção               | « Émotion »                    | Ricardo Afonso (m/l), Luís Fernando (m), Rui Fingers (m) |  |  |
| 6  | Rui Andrade      | Ao teu encontro      | « À te rencontrer »            | Marc Paelinck (m), Rui Andrade (l)                       |  |  |
| 7  | Lara Afonso      | O teu segredo        | « Ton secret »                 | João Matos (m/l), Miguel Ferrador (m/l)                  |  |  |
| 8  | Raquel Guerra    | Sonhos roubados      | « Rêves volés »                | Nuno Feist (m), Nuno Marques da Silva (l)                |  |  |
| 9  | Madalena Trabuco | Coração de filigrana | « Cœur en filigrane »          | Tozé Santos (m/l)                                        |  |  |
| 10 | Suzy             | Quero ser tua        | « J'aimerais être tienne »     | Emanuel (m/l)                                            |  |  |

### Finale
| 1 | Rui Andrade      | Ao teu encontro   | « À te rencontrer »            | Marc Paelinck (m), Rui Andrade (l)        | 14,56 % | 3 |
| 2 | Catarina Pereira | Mea culpa         | « Ma faute »                   | Andrej Babić (m), Carlos Coelho (l)       | 23,58 % | 2 |
| 3 | Zana             | Nas asas da sorte | « Sur les ailes de la chance » | Jan Van Dijck (m), Paulo Abreu Lima (l)   | 11,39 % | 4 |
| 4 | Raquel Guerra    | Sonhos roubados   | « Rêves volés »                | Nuno Feist (m), Nuno Marques da Silva (l) | 8,91 %  | 5 |
| 5 | Suzy             | Quero ser tua     | « J'aimerais être tienne »     | Emanuel (m/l)                             | 41,56 % | 1 |

## À l'Eurovision
Le Portugal participa à la première demi-finale, le 6 mai 2014 mais ne se qualifia pas en finale.